# رب ثلاثين
رُب ثلاثين هي إحدى القرى اللبنانية من قرى قضاء مرجعيون في محافظة النبطية.

## موقعها
تقع القرية على قمة تل يبلغ ارتفاعه 680 مترا فوق مستوى سطح البحر، إلى الشرق من وادي سلوقي. وتبعد نحو كيلومتر تقريبا غرب من الحدود مع فلسطين.
في المناطق المجاورة تحدّها قرى مركبا، بني حيان، القنطرة، عدشيت، الطيبة، محيبيب وعديسة. على الجانب الإسرائيلي تحدها كيبوتز مسغاف عام.

## عائلاتها
في البلدة الكثير من العائلات اكبرها:
آل بركات:من اقدم العائلات واكبرها حوالي 680 ناخب منتشرة في بعض القرى.
آل فقيه: العائلة الثانية من حيث العدد حوالي 535 ناخب قديمة اتوا من عين قانا، منتشرة في عشرات قرى الجنوب من انسابهم في البلدة آل عيسى وآل بدران.